# گو ترانزیت
گو ترانزیت (انگلیسی: GO Transit) یک سیستم ترابری عمومی منطقه‌ای است که به منطقه نعل اسب طلایی بزرگ یا گلدن هرس‌شو در انتاریو، کانادا خدمت می‌کند. با قطب خود در ایستگاه یونیون (تورنتو) در تورنتو، قطار سبز و سفید متمایز گو ترانزیت در راه‌آهن شهری و حومه و اتوبوس‌های سبک اتوبوس برون‌شهری به مردم خدمت می‌کنند.